# Portique de Livie
Le portique de Livie (en latin : Porticus Liviae) est un monument de la Rome antique construit à la fin du Ier siècle av. J.-C., composé d'un petit temple dédié à la déesse Concorde entouré d'un grand portique quadrangulaire. Il est situé en périphérie du quartier populaire de Subure, sur la colline de l'Oppius.

## Localisation
Le portique est situé sur l'Oppius, sommet sud-ouest de l'Esquilin, juste au nord des thermes de Trajan, devant leur entrée. Le portique occupe l'emplacement de la maison de Vedius Pollion qui a été détruite afin de libérer l'espace nécessaire. On peut y accéder par quelques marches depuis le Clivus Suburanus. L'arrière du monument est bordée par le vicus Sabuci.

## Histoire
La construction du portique débute en 15 av. J.-C. à l'instigation de Livie, troisième épouse de l'empereur Auguste. Ce dernier met à disposition l'emplacement de la maison que l'affranchi Vedius Pollion lui a légué en 15 av. J.-C. et qu'il fait démolir, libérant environ 8 hectares de terrain.

« À toi aussi, ô déesse Concorde, Livie a dédié un temple magnifique, en témoignage de la concorde qu'elle assura à son époux aimé. Sachez-le pourtant, générations à venir : là où se trouve actuellement le portique de Livie, était construite une immense demeure ; cette maison a elle seule était comme une ville et occupait plus d'espace que n'en occupent de nombreuses cités à l'intérieur de leurs murailles. Elle fut complètement rasée, non sur une accusation d'aspiration au trône, mais parce que son luxe même paraissait nocif. César consentit à démolir de fond en comble ces constructions si imposantes et à perdre tant de richesses dont il était l'héritier : c'est ainsi qu'on exerce la censure et qu'on donne des exemples, lorsque, étant juge, on fait soi-même ce que l'on recommande aux autres. »

— Ovide, Fastes, VI, 637-648
La dédicace du monument, menée par Tibère et sa mère Livie, est incluse dans les cérémonies du triomphe que célèbre ce dernier en janvier 7 av. J.-C.,. Le portique est encore évoqué au cours du IVe siècle et est transformé en un cimetière au VIe siècle.

## Description
Seuls quelques vestiges du sol de la place centrale du portique (qui correspondent peut-être à la villa de Pollion) ont été mis au jour, ce qui ne permet pas de reconstituer le monument. Son plan n'est connu que grâce à un fragment de la Forma Urbis Romae découvert en août 1867, dans les jardins Saint-Côme et Saint-Damien. Le portique n'apparaît pas entièrement sur le fragment et on ne connaît pas les dimensions exactes du portique mais elles sont évaluées à environ 115 × 75 mètres si le plan est symétrique. Ce portique est donc un peu plus petit que le portique d'Octavie construit entre 33 et 23 av. J.-C. sur le Champ de Mars, monument également construit à l'instigation d'un proche parent d'Auguste, en l'occurrence sa sœur Octavie.

### Le portique
L'esplanade centrale est entourée d'un vaste portique double rectangulaire environ un tiers plus long que large. L'entrée principale, monumentale, se situe du côté du Clivus Suburanus. Le portique se compose d'une double galerie en colonnade. La galerie extérieure est close par un mur où sont ménagés trois exèdres sur chaque grand côté, une quadrangulaire et deux demi-circulaires, et deux exèdres rectangulaires sur chaque petit côté. Ces exèdres sont toutes séparées des galeries du portique par une colonnade, donnant l'impression que la colonnade du portique est triple. Ces espaces devaient servir de refuges et de lieux de repos pour les promeneurs. De nombreuses œuvres d'art, dont des peintures, sont exposées dans les galeries.

### L'esplanade
Les quatre angles de la place centrale devaient être occupés par de petites fontaines ou de petites structures quadrilobées contenant des niches pour des statues sur chaque face,. L'esplanade est aménagé en un grand jardin,.

### Le temple de la Concorde
Au centre de la place se dresse un édifice rectangulaire dont l'identification demeure incertaine. Il pourrait s'agir d'une grande fontaine ou d'un autel, peut-être l'Ara Concordia évoqué par le poète Ovide. Une dernière hypothèse propose de l'identifier à un petit temple dédié à la déesse Concorde (Concordia Augusta),. Il abrite deux statues, celle d'Auguste et celle de Livie, respectivement représentés en Mars et en Vénus. Le couple impérial est représenté comme un modèle de l'entente qui doit régner dans l'État romain comme dans les foyers (l'harmonie maritale). Il est très fréquenté par les jeunes mariés qui viennent au portique de Livie pour accomplir un sacrifice à la Concorde, soulignant l'importance que prend le modèle politique dans la vie privée des Romains.